# Hurrikan

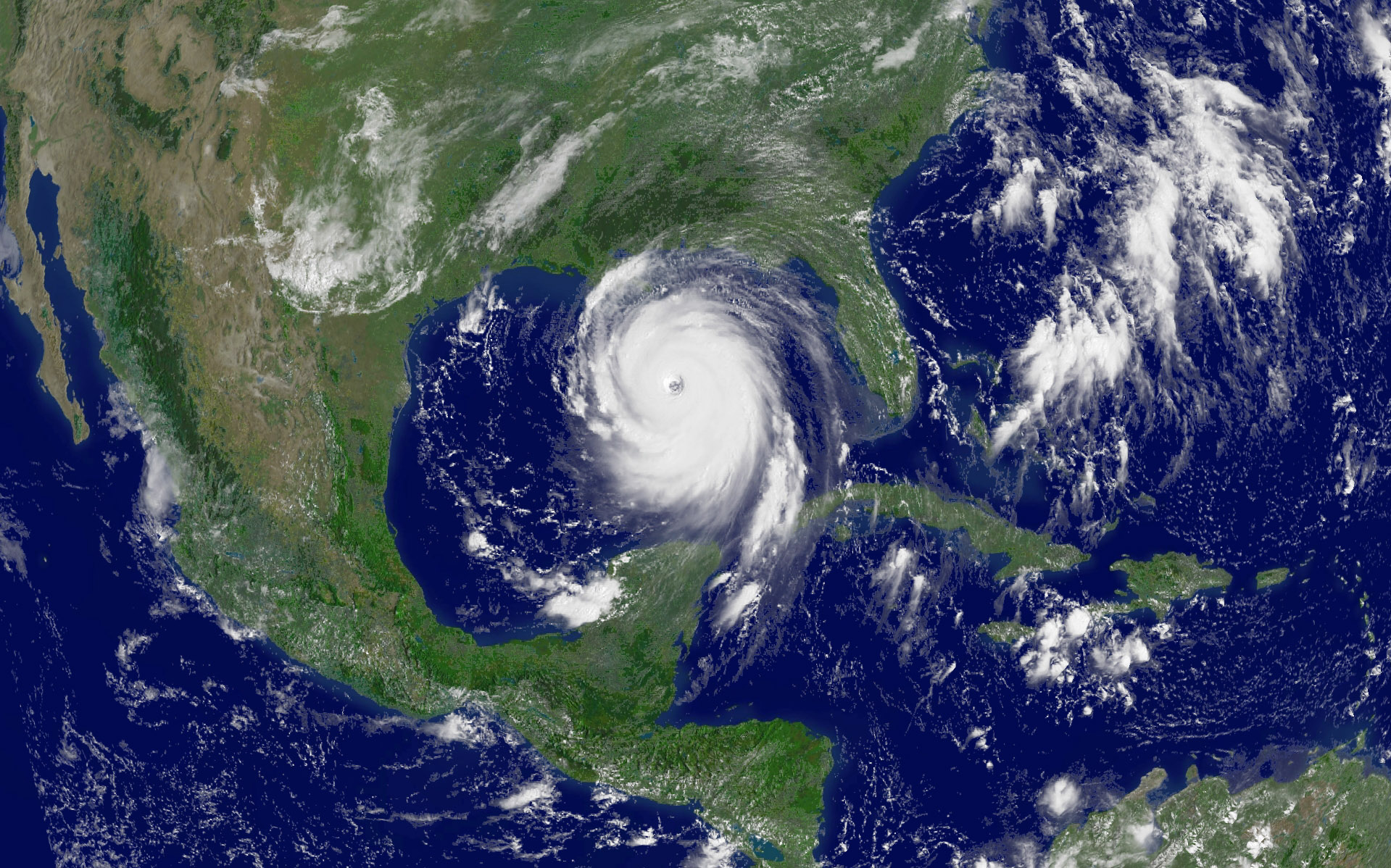
Satellitenbild des Hurrikans Katrina

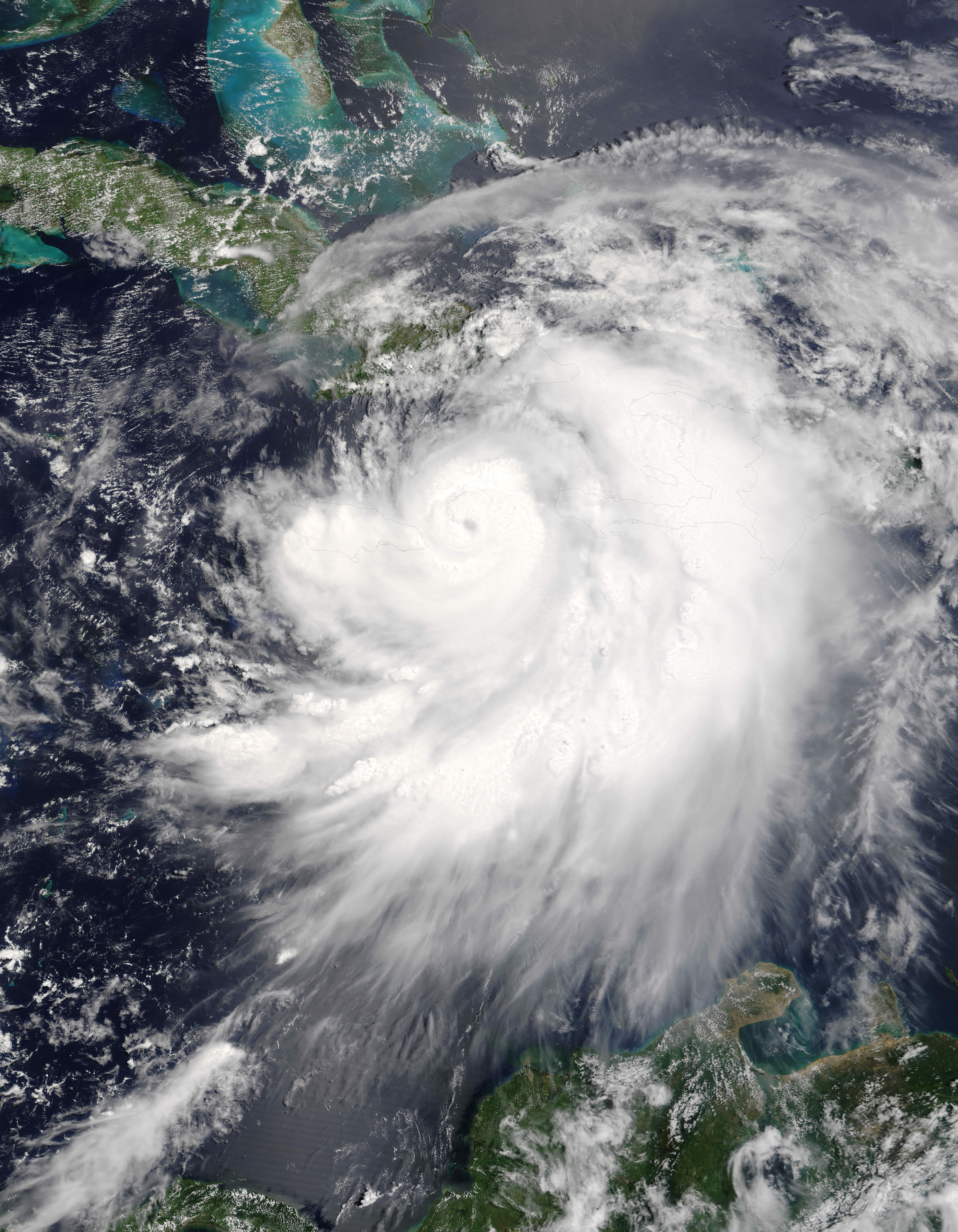
Satellitenbild des Hurrikans Dennis

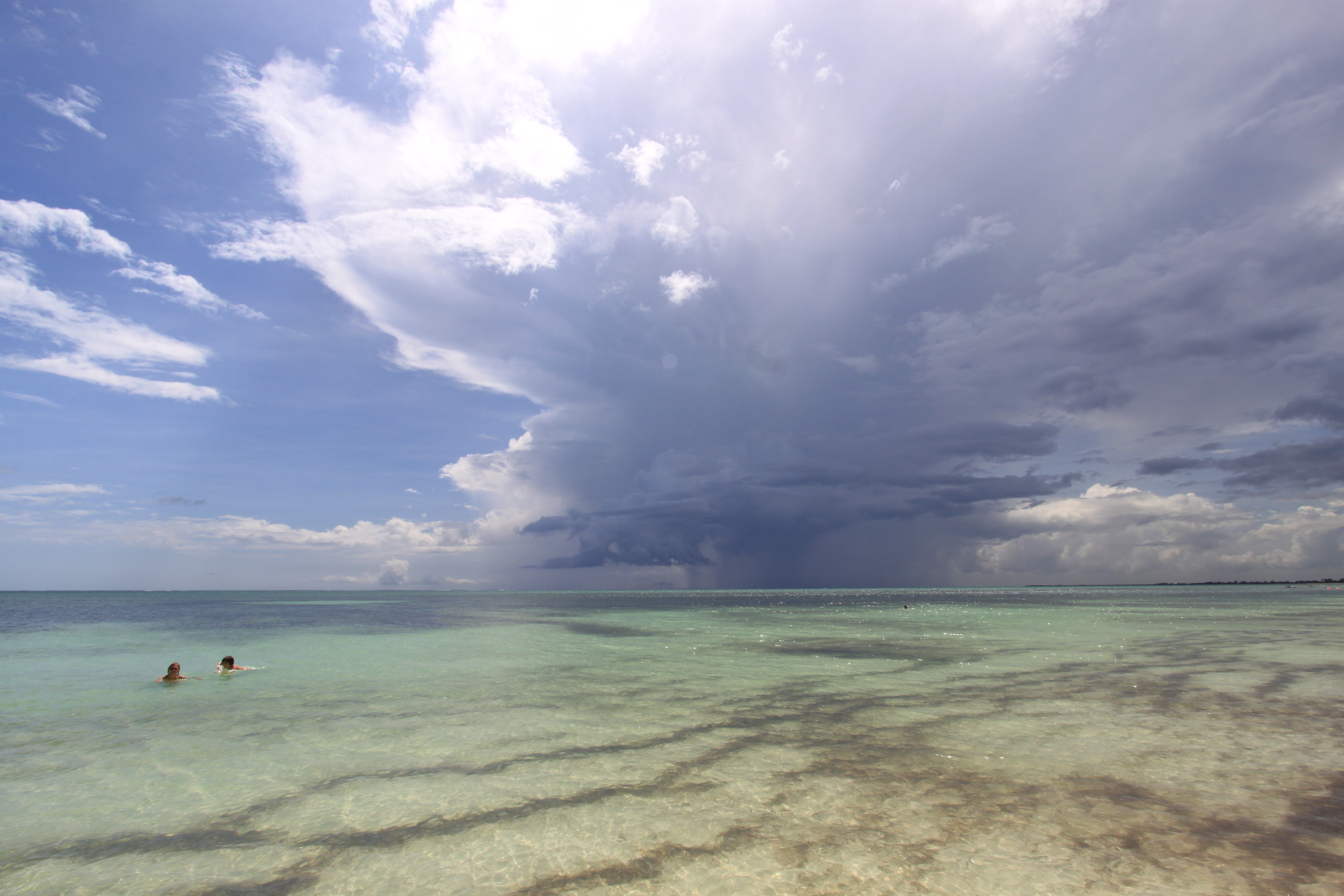
Randausläufer des Hurrikans Irene vom Playa Santa Lucía (Kuba) aus gesehen.

Hurrikan wird ein tropischer Wirbelsturm im nördlichen Atlantischen Ozean (einschließlich der Karibik und des Golfs von Mexiko) sowie im Nordpazifik östlich von 180° Länge und im Südpazifik östlich von 160° Ost (also östlich der internationalen Datumsgrenze) genannt. Dieser muss mindestens Orkanstärke erreichen, also Windstärke 12 auf der Beaufortskala (das entspricht mehr als 64 Knoten oder 118 km/h oder ca. 32,9 m/s). Hurrikane entstehen in der Regel zwischen Mai und Dezember, die meisten davon zwischen Juli und September. Die offizielle Hurrikansaison dauert im Atlantischen Ozean und im zentralen Nordpazifik vom 1. Juni bis zum 30. November, im östlichen Nordpazifik beginnt sie bereits am 15. Mai.

## Sprachliches

### Namensherkunft
Die Bezeichnung „Hurrikan“ geht wohl auf die Sprache der Taíno, der indianischen Ureinwohner der Großen Antillen, zurück. Dies geht aus dem ersten schriftlichen Nachweis des Wortes überhaupt hervor. Er findet sich in der ersten der acht „Dekaden“ (erschienen 1511/1516) des von Petrus Martyr von Anghieras auf lateinisch verfassten Werkes De Orbe Novo. Anglerius berichtet hier von einem Sturm, der 1495 den spanischen Stützpunkt La Isabela verwüstete, und bemerkt zu dieser Gelegenheit, dass solcherart Naturgewalten, die den Griechen als typhōn (vgl. Taifun) bekannt seien, von den Eingeborenen Hispaniolas furacanes genannt würden (‚has aeris procellas uti Graeci typhones, furacanes isti appellant‘). Naheliegend, aber nicht bewiesen ist die häufig zu lesende Vermutung, dass hier ein Zusammenhang mit Huracán bzw. Hun-r-akan besteht, dem Namen einer unter anderem für schwere Stürme verantwortlichen Gottheit der Maya des mittelamerikanischen Festlands, die mit den Taíno allerdings sprachlich nicht verwandt und auch kulturell sehr verschieden waren.
Über das Spanische (huracán, erstmals 1526 bei Gonzalo Fernández de Oviedo bezeugt) gelangte das Wort noch im 16. Jahrhundert ins Portugiesische (furacão, der Anlaut /f/ erklärt sich als latinisierende Hyperkorrektur) sowie ins Französische (in der obsoleten Form huracan erstmals 1553, in der heutigen Schreibung ouragan 1640 nachgewiesen), im 17. Jahrhundert dann ins Niederländische und von dort ins Deutsche – allerdings zuerst in der Form „Orkan“, die im heutigen Sprachgebrauch indes keine Tropenwinde bezeichnet, sondern die atlantischen Stürme, die besonders im Herbst und Winter häufiger über Europa hinwegfegen. Die etymologische Dublette „Hurrikan“ als Bezeichnung für tropische Stürme in fernen Gefilden wurde im Deutschen hingegen erst gegen Mitte des 19. Jahrhunderts als Fremd- oder Lehnwort geläufig und zeigt deutlich den Einfluss des Englischen (hurricane, die Schreibung erklärt sich wohl durch eine volksetymologische Assoziation mit hurry, „Eile, Schnelle“; im 17. Jahrhundert, etwa bei Sir Walter Raleigh, finden sich außerdem noch verschiedentlich Formen wie hurlecan, die offenkundig an das Verb hurl „wirbeln“ anknüpfen).

### Schreibung und Aussprache
Der Online-Duden verzeichnet für die deutsche Schreibweise Hurrikan sowohl die deutsche [ˈhʊrikan] als auch die englische Aussprache [ˈhʌrɪkən], wobei die englische zuerst genannt wird. Bei deutscher Aussprache lautet die Mehrzahl Hurrikane, bei englischer hingegen Hurrikans. Der gedruckte Duden von 2005 nennt die Aussprache [ˈharikən], die neben [ˈhʊrika(ː)n] auch in Wörterbüchern von Pons aufscheint.

### Abgrenzung zuZyklonundTaifun

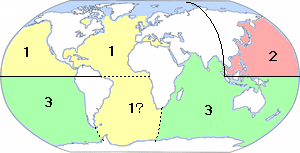
Namen der tropischen Wirbelstürme in den verschiedenen Regionen: 1) Hurrikan 2) Taifun 3) Zyklon

Als „Hurrikan“ werden heute im Allgemeinen nur tropische Stürme bezeichnet, die die Meere und Küsten östlich und westlich des amerikanischen Doppelkontinents betreffen.
Wirbelstürme im Indischen Ozean (Golf von Bengalen und Arabisches Meer) und im südlichen Pazifischen Ozean werden hingegen als Zyklon bezeichnet.
Stürme, die Ost- und Südostasien oder den nordwestlichen Teil des Pazifiks (westlich der internationalen Datumsgrenze und nördlich des Äquators) betreffen, werden Taifun genannt.
Auch auf dem Mittelmeer werden gelegentlich Stürme beobachtet, die tropischen Wirbelstürmen ähneln. Ein solcher Sturm wird auch Medicane genannt (Kofferwort aus engl. Mediterranean Sea (Mittelmeer) und hurricane).

## Gefährdungspotential
Die hohen Windgeschwindigkeiten, Wellen und schweren Niederschläge eines Hurrikans stellen eine große Gefahr dar. Sie führen zu Sturmflut, Windbruch, Küstenerosion, Erdrutschen, Sturzfluten und Überschwemmungen.
Den bislang höchsten materiellen Schaden richtete im August 2005 mit etwa 81 Milliarden Dollar Hurrikan Katrina an. Katrina zog mit Windgeschwindigkeiten von 250 bis 300 km/h über Florida, Louisiana – insbesondere über den Großraum New Orleans –, Mississippi, Alabama und Tennessee hinweg und forderte über tausend Menschenleben.
Die größte Anzahl von Toten durch einen atlantischen Hurrikan, nämlich rund 22.000 Menschenleben, verursachte der Große Hurrikan von 1780.
Der stärkste bis dato gemessene Hurrikan im Atlantischen Ozean war Hurrikan Wilma. Mit einem Kerndruck von 882 hPa herrschte im Zentrum Wilmas der niedrigste Luftdruck, der jemals auf dem Atlantik gemessen wurde. Außerdem intensivierte sich Wilma vom 18. bis zum 19. Oktober 2005 und damit schneller als alle anderen beobachteten Hurrikane innerhalb nur weniger Stunden von einem tropischen Sturm mit Windgeschwindigkeiten unter 113 km/h zu einem Hurrikan der Kategorie 5 (über 282 km/h).
Der sowohl stärkste Hurrikan im Nordpazifik als auch der stärkste jemals gemessene Hurrikan weltweit war Hurrikan Patricia. Der Kerndruck von Patricia betrug 872 hPa, was einen Rekord auf der westlichen Hemisphäre darstellt. Nur in Taifun Tip konnte mit 870 hPa ein noch niedrigerer Luftdruck gemessen werden. Hurrikan Patricia hält zudem mit 345 km/h (1-minütig) den Rekord für die höchsten anhaltenden Windgeschwindigkeiten, die bis dato in einem tropischen Wirbelsturm gemessen wurden. Zwar wurde im Jahr 1961 in Taifun Nancy derselbe Mittelwind berechnet, allerdings werden die damaligen Messmethoden heute als wenig zuverlässig angesehen. Ein weiterer Rekord von Patricia liegt in deren rapider Intensivierung. Vom 22. auf den 23. Oktober 2015 steigerte sich die einminütige mittlere Windgeschwindigkeit des Hurrikans von 138 km/h auf 335 km/h und somit um 197 km/h innerhalb von 24 Stunden.
Sofern ein Hurrikan die Frontalzone der mittleren Breiten überhaupt erreicht, hat er bereits einen größeren Teil seiner Schadenergie verloren und wird dann meist zu einem außertropischen Tiefdrucksystem (extratropical transition) oder in eine niedrigere Kategorie herabgestuft. Ein solches Wettersystem ist immer noch in der Lage, schwere Regenfälle nach Europa zu bringen.
Die Ausprägung einer bevorstehenden atlantischen Hurrikansaison wird jedes Jahr von der National Oceanic and Atmospheric Administration (NOAA) und separat davon vom Tropical Risk Consortium (TSR) sowie einem Team an der Colorado State University mittels einer Witterungsprognose vorhergesagt.

## Rekorde

### Höchste Windgeschwindigkeit
| Hurrikan           | Jahr | Tote    | Höchste Windgeschwindigkeit |
| ------------------ | ---- | ------- | --------------------------- |
| Hurrikan Allen     | 1980 | 269     | 306 km/h                    |
| Labor-Day-Hurrikan | 1935 | 423     | 298 km/h                    |
| Hurrikan Gilbert   | 1988 | 318     | 298 km/h                    |
| Hurrikan Wilma     | 2005 | 52      | 295 km/h                    |
| Hurrikan Dorian    | 2019 | 84      | 295 km/h                    |
| Hurrikan Mitch     | 1998 | 11.374+ | 290 km/h                    |
| Hurrikan Rita      | 2005 | 120     | 290 km/h                    |
| Hurrikan Irma      | 2017 | 134     | 290 km/h                    |
| Hurrikan Milton    | 2024 | 26+     | 285 km/h                    |
| Hurrikan Maria     | 2017 | 3.059   | 280 km/h                    |

| Hurrikan          | Jahr | Tote  | Höchste Windgeschwindigkeit |
| ----------------- | ---- | ----- | --------------------------- |
| Hurrikan Patricia | 2015 | 13    | 345 km/h                    |
| Hurrikan Linda    | 1997 | 0     | 295 km/h                    |
| Hurrikan Rick     | 2009 | 4     | 285 km/h                    |
| Hurrikan Patsy    | 1959 | 1.800 | 280 km/h                    |
| Hurrikan John     | 1994 | 0     | 280 km/h                    |
| Hurrikan Kenna    | 2002 | 4     | 270 km/h                    |
| Hurrikan Otis     | 2023 | 52+   | 270 km/h                    |
| Hurrikan Ava      | 1973 | 0     | 260 km/h                    |
| Hurrikan Emilia   | 1994 | 0     | 260 km/h                    |
| Hurrikan Gilma    | 1994 | 0     | 255 km/h                    |

### Niedrigster Luftdruck
| Hurrikan           | Jahr | Tote    | Niedrigster Luftdruck |
| ------------------ | ---- | ------- | --------------------- |
| Hurrikan Wilma     | 2005 | 52      | 882 hPa               |
| Hurrikan Gilbert   | 1988 | 318     | 888 hPa               |
| Labor-Day-Hurrikan | 1935 | 423     | 892 hPa               |
| Hurrikan Rita      | 2005 | 120     | 895 hPa               |
| Hurrikan Milton    | 2024 | 26+     | 897 hPa               |
| Hurrikan Allen     | 1980 | 269     | 899 hPa               |
| Hurrikan Camille   | 1969 | 259     | 900 hPa               |
| Hurrikan Katrina   | 2005 | 1.392   | 902 hPa               |
| Hurrikan Mitch     | 1998 | 11.374+ | 905 hPa               |
| Hurrikan Dean      | 2007 | 45      | 905 hPa               |

| Hurrikan           | Jahr | Tote | Niedrigster Luftdruck |
| ------------------ | ---- | ---- | --------------------- |
| Hurrikan Patricia  | 2015 | 13   | 872 hPa               |
| Hurrikan Linda     | 1997 | 0    | 902 hPa               |
| Hurrikan Rick      | 2009 | 4    | 906 hPa               |
| Hurrikan Kenna     | 2002 | 4    | 913 hPa               |
| Hurrikan Ava       | 1973 | 0    | 915 hPa               |
| Hurrikan Ioke      | 2006 | 0    | 915 hPa               |
| Hurrikan Marie     | 2014 | 6    | 918 hPa               |
| Hurrikan Guillermo | 1997 | 3    | 919 hPa               |
| Hurrikan Gilma     | 1994 | 0    | 920 hPa               |
| Hurrikan Elida     | 2002 | 0    | 921 hPa               |

### Meiste Opfer
| Rang                                                  | Hurrikan                 | Jahr | Todesopfer    |
| ----------------------------------------------------- | ------------------------ | ---- | ------------- |
| 1                                                     | Großer Hurrikan von 1780 | 1780 | 22.000+       |
| 2                                                     | Hurrikan Mitch           | 1998 | 11.000–18.000 |
| 3                                                     | Galveston-Hurrikan 1900  | 1900 | 6.000–12.000  |
| 4                                                     | Hurrikan Fifi            | 1974 | 8.000–10.000  |
| 5                                                     | San-Zenon-Hurrikan       | 1930 | 2.000–8.000   |
| 6                                                     | Hurrikan Flora           | 1963 | 7.186–8.000   |
| 7                                                     | Pointe-à-Pitre           | 1776 | 6.000+        |
| 8                                                     | Neufundland-Hurrikan     | 1775 | 4.000–4.163   |
| 9                                                     | Okeechobee-Hurrikan      | 1928 | 3.375–4.075   |
| 10                                                    | San-Ciriaco-Hurrikan     | 1899 | 3.064–3.433+  |
| Rangordnung nach der höchsten angenommenen Opferzahl. |                          |      |               |

### Größte Schäden
| Hurrikan         | Jahr | Tote  | Wirtschaft    | Versicherung  |
| ---------------- | ---- | ----- | ------------- | ------------- |
| Hurrikan Katrina | 2005 | 1.839 | 201 Mrd. USD  | 99,8 Mrd. USD |
| Hurrikan Harvey  | 2017 | 89    | 109 Mrd. USD  | 38,3 Mrd. USD |
| Hurrikan Ian     | 2022 | 161   | 108 Mrd. USD  | 64,3 Mrd. USD |
| Hurrikan Sandy   | 2012 | 245   | 95,4 Mrd. USD | 40,1 Mrd. USD |
| Hurrikan Ida     | 2021 | 55    | 85 Mrd. USD   | 41,6 Mrd. USD |

## Entstehungsweise und Lebenszyklus

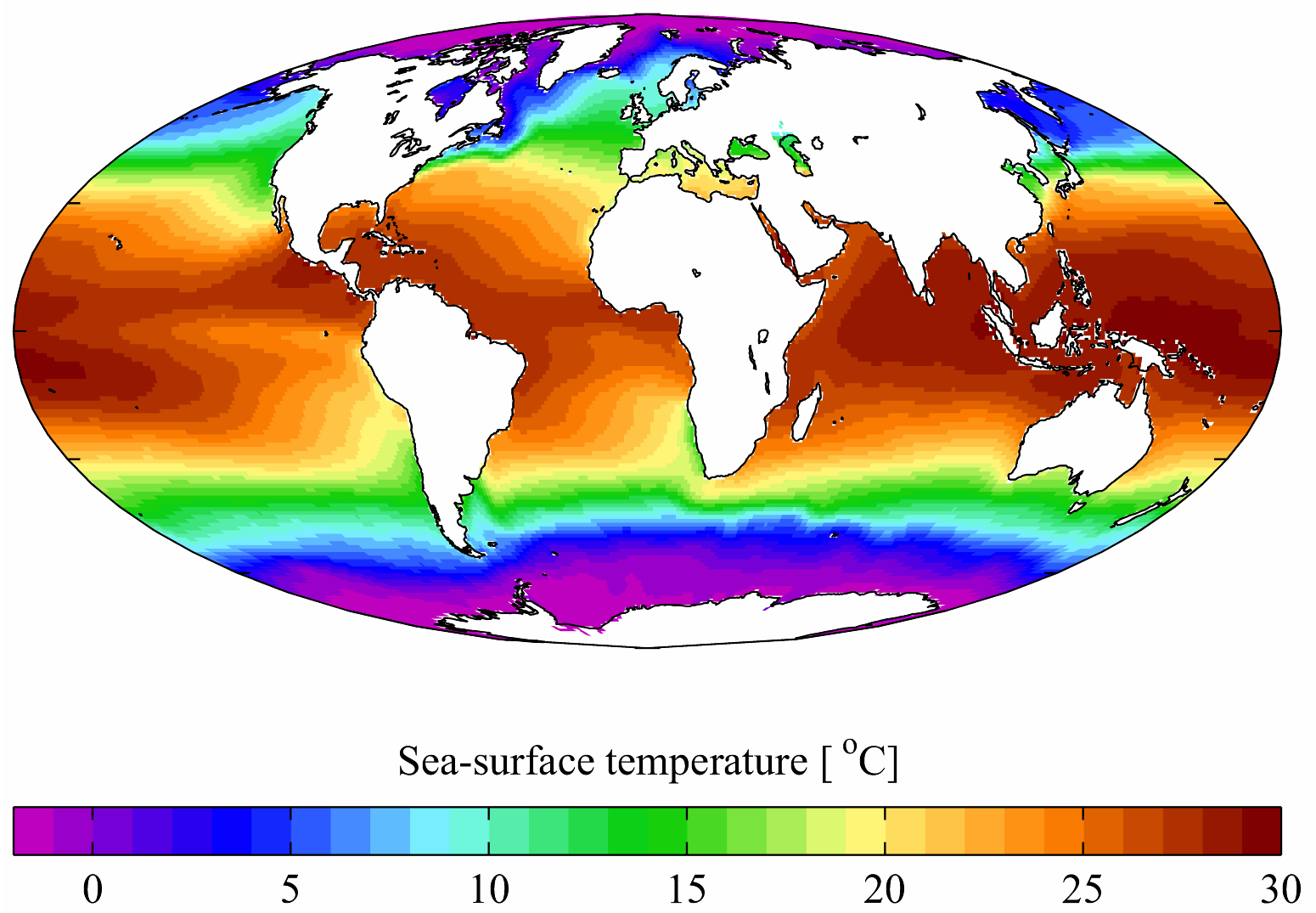
Oberflächen-Temperaturen der Meere im Jahr 2001. In der Regel können sich ab 26,5 °C tropische Wirbelstürme bilden.

Hurrikane entstehen grundsätzlich in der Passatwindzone über dem Wasser des Atlantiks oder östlichen Pazifiks bei einer Wassertemperatur von über 26,5 °C. Wenn ein gleichmäßiges Temperaturgefälle zu großen Höhen hin ein bestimmtes Maß übersteigt, kann sich ein tropischer Wirbelsturm ausbilden. Das Wasser verdunstet in großen Mengen und steigt durch Konvektion auf. Durch Kondensation bilden sich große Wolken aus.
Diese Kondensation riesiger Wassermassen setzt enorme Mengen Energie frei (Kondensationsenthalpie). Über der warmen Meeresoberfläche entsteht ein Unterdruck und aus der Umgebung strömt daraufhin Luft mit einem hohen Wasserdampfanteil nach. Dadurch entsteht oberhalb der Hurrikanwolken eine Zone sehr hohen Luftdrucks, aus der heraus sich die Luft in einem entgegengerichteten Wirbel wieder verteilt (Antizyklone). 
Allerdings ist die Fläche, die ein Hurrikan bedeckt, viel zu groß, als dass sich ein einheitliches geschlossenes Luftpaket bilden könnte, das als Ganzes aufsteigt. Typisch für alle tropischen Zyklone ist daher die Entstehung von spiralförmigen Regenbändern, in denen thermische Aufwinde herrschen, und dazwischenliegenden Zonen, in denen etwas kühlere und trockenere Luft wieder absinkt – ohne Regen. Nachströmende feuchte Luft steigt in den Regenbändern auf und liefert ständig Wasser und Energie nach. Die am Boden zuströmenden Luftmassen werden durch die Corioliskraft in Rotation versetzt, ein großflächiger Wirbel entsteht.
Kommt ein Hurrikan in Landnähe, so verlagern sich auch seine bodennahen Versorgungsströme teilweise über Land, wodurch erheblich trockenere Luft in das System gelangt und die Energiezufuhr reduziert. Zieht ein Hurrikan insgesamt über Land, so versiegt weitgehend sein Wasser- und damit sein Energienachschub: er verliert nach und nach seine Kraft und wird zunächst zum (schwächeren) Tropischen Sturm, um sich dann als tropisches Tief zu verlieren.
Wichtige Voraussetzungen für die tropische Sturmbildung sind also:
1. Das Meer muss eine Oberflächentemperatur von mindestens 26,5 °C und die Luft eine gleichmäßige Temperaturabnahme („Gradient“) zu großen Höhen hin aufweisen. Bei sehr starker Temperaturabnahme, die das Aufsteigen der feuchtwarmen Luft begünstigt, können niedrigere Wassertemperaturen ausreichen (siehe auch Hurrikan Vince).
2. Das betroffene Gebiet gleichmäßiger Bedingungen muss ausgedehnt sein, damit sich der bewegende Wirbelsturm über längere Zeit durch die Wasserdampfbildung aufbauen und genug Energie bis zur Stärke eines Hurrikans sammeln kann.
3. Der Abstand vom Äquator muss groß genug sein (mindestens 5 Breitengrade oder 550 km), da nur dann die Corioliskraft ausgeprägt genug ist, um den zuströmenden Luftmassen die typische Drehung zu geben.
4. Das Meer muss mindestens 50 Meter tief sein, da sonst nicht genug Wärme pro Fläche vorhanden ist.
5. Es darf keine große vertikale Windscherung auftreten, das heißt, dass zur Entstehung eines Hurrikans der Höhenwind mit ähnlicher Stärke und aus der gleichen Richtung wehen muss wie der Bodenwind. Ist dies nicht der Fall, bekommen die aufsteigenden Winde eine Schräglage und der Kamin bricht zusammen.
6. Der Sturm braucht einen Nukleus, aus dem er sich aufbauen kann, zum Beispiel ein außertropisches Tief.

Die meteorologische und thermodynamische Funktion eines Hurrikans besteht darin, dass er sehr große Mengen Wärme von der Oberfläche der tropischen Ozeane aufnimmt und zunächst in die Höhe und dann in Richtung der Pole transportiert. In der Höhe wird die Energie dann nach und nach ins Weltall abgestrahlt.
Die Intensität tropischer Wirbelstürme folgt nach empirischen Erkenntnissen der Oberflächentemperatur des Meeres. Dabei ist zu beachten, dass diese Temperaturen aus bislang unbekannten Gründen über einen Zeitraum von mehreren Jahrzehnten variieren. Im Nordatlantik wechselt die Atlantic Multidecadal Oscillation (AMO) in einem Rhythmus von etwa 40 bis 80 Jahren zwischen „warm“ und „kalt“, während im Nordostpazifik die Pacific Decadal Oscillation alle 20 bis 30 Jahre einen ähnlichen Wechsel vollzieht. Besonders im Nordatlantik lässt sich hierbei ein Trend erkennen, dass sich bei „warmer“ AMO deutlich intensivere Hurrikansaisons ereignen als bei „kalter“. So ereigneten sich sieben der zehn intensivsten Hurrikansaisons (seit Beginn der Messungen im Jahr 1850) in den vorletzten beiden AMO-Warmphasen von ~1850 bis ~1900 sowie ~1925 bis ~1965. In der darauffolgenden Kaltphase, die bis in die frühen 1990er andauerte, kam es dagegen nur zu vergleichsweise milden Hurrikansaisons. Seit etwa 1995 befindet sich die AMO wieder in einer Warmphase, weshalb die Hurrikanintensität im Trend wieder deutlich zunahm. Forscher der National Oceanic and Atmospheric Administration gehen davon aus, dass diese Phase erhöhter Hurrikanintensität im Atlantischen Ozean noch etwa 10 bis 40 Jahre anhalten wird. Das Auftreten des El-Niño-Phänomens erhöht die Wahrscheinlichkeit von Windscherung an der Ostküste der Vereinigten Staaten, daher fallen hier El-Niño-Jahre mit einer reduzierten Hurrikan-Wahrscheinlichkeit zusammen (für die Westküste ist Gegenteiliges der Fall).

## Entstehungsorte

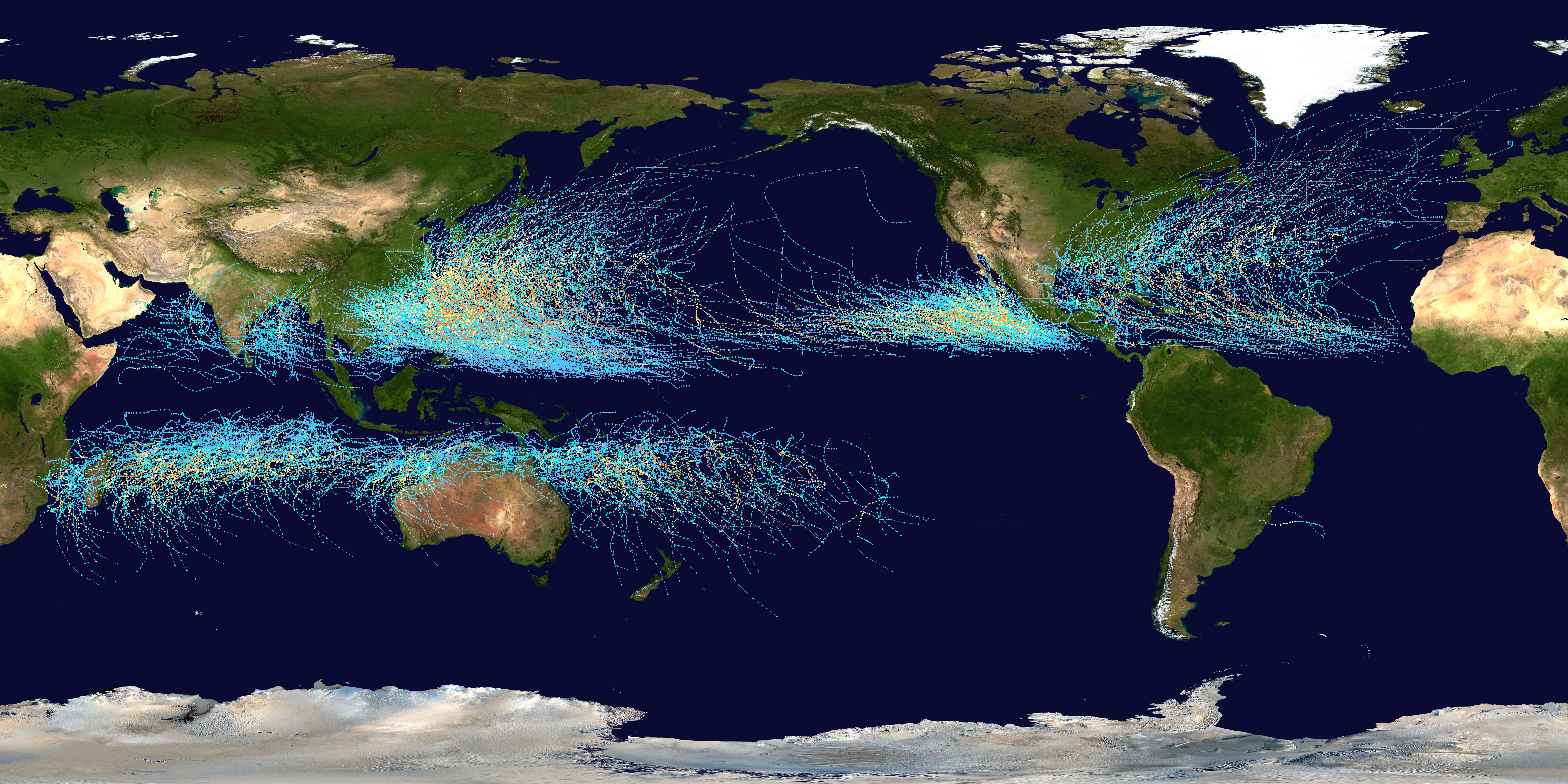
Karte des Verlaufs aller Hurrikane und anderer tropischer Wirbelstürme zwischen 1985 und 2005

Hurrikane entstehen grundsätzlich in der Passatwindzone, im Atlantischen Ozean meist südwestlich der Kapverden, im Bereich des Karibischen Meeres, der Westindischen Inseln und des Golfes von Mexiko, aus kleineren Störungen der Passatströmung, die knapp südlich der Wüste Sahara ausgehend über den Atlantik hinweg ziehen. Diese Region der Entstehungsorte der meisten Hurrikane nennt sich auch Hurricane Alley.
Im Pazifischen Ozean bilden sich die meisten Hurrikane südlich von Acapulco; sie ziehen meist auf das offene Meer hinaus oder drehen nach Norden ab, wo sie über Niederkalifornien hinwegziehen und das mexikanische Festland erreichen können.
Mit Hurrikan Vince bildete sich am 9. Oktober 2005 erstmals seit dem „Spanien-Hurrikan“ von 1842 ein tropischer Wirbelsturm vor den Küsten Südeuropas und Nordafrikas im östlichen Atlantik. Vince bildete sich zwischen den Azoren und den Kanaren, schwächte sich aber noch vor Erreichen des europäischen Festlandes auf ein Sturmtief ab.
Der tropische Sturm Delta, Hurrikan Epsilon, sowie der tropische Sturm Zeta sind ebenfalls 2005 im östlichen Atlantik entstanden, sodass mit Vince und Delta erstmals zwei Wirbelstürme in einem Jahr die Küsten Europas erreicht haben.

## Windgeschwindigkeit

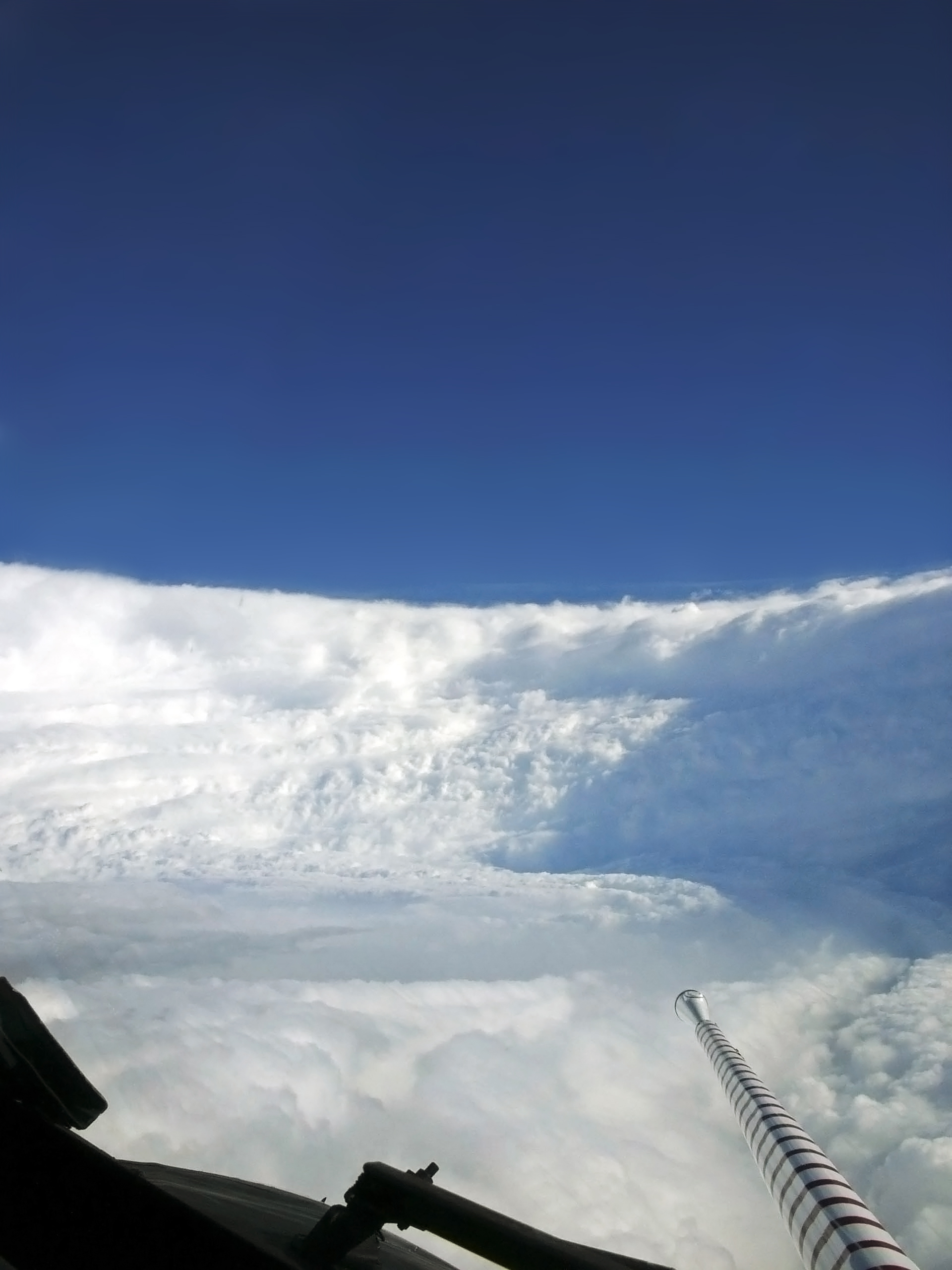
Auge des Hurrikans Katrina, aufgenommen aus einem NOAA-P-3-Flugzeug

Gemäß der Definition nach der Saffir-Simpson-Skala spricht man von einem Hurrikan, wenn die Windgeschwindigkeit 64 Knoten (118,4 km/h) übersteigt, d. h. Windstärke 12 auf der Beaufort-Skala erreicht:
| Kategorie        | Wind in kn | Wind in km/h | Flutwelle beim Auftreffen auf Land (in m) | Kerndruck in hPa |
| ---------------- | ---------- | ------------ | ----------------------------------------- | ---------------- |
| Tropischer Sturm | 34–63      | 63–117       | 0–1,1                                     |                  |
| 1 (schwach)      | 64–82      | 118–152      | 1,2–1,6                                   | über 980         |
| 2 (mäßig)        | 83–95      | 154–176      | 1,7–2,5                                   | 965–979          |
| 3 (stark)        | 96–113     | 178–209      | 2,6–3,8                                   | 945–964          |
| 4 (sehr stark)   | 114–135    | 211–250      | 3,9–5,5                                   | 920–944          |
| 5 (verwüstend)   | ab 136     | ab 252       | über 5,5                                  | unter 920        |

Die Zerstörungskraft eines Hurrikans wächst etwa mit der dritten Potenz der Windgeschwindigkeit.
Die angeführten Windgeschwindigkeitswerte basieren auf einem 1-minütigen Mittelwert, wie er in den USA verwendet wird. Der Umrechnungsfaktor für die entsprechenden 10-Minuten-Mittelwerte ist 0,88.
Von der Windgeschwindigkeit zu unterscheiden ist die Zuggeschwindigkeit des Hurrikans, die mit der Bewegung des Auges gegenüber Grund gemessen wird. Die resultierende Windgeschwindigkeit über Grund ergibt sich aus der Bewegung des Zentrums (Zuggeschwindigkeit) und der umlaufenden Rotationsbewegung des Wirbels. Die Rotationsgeschwindigkeit und die Zuggeschwindigkeit haben zur Folge, dass auf der rechten Seite eines Hurrikans immer stärkere Windgeschwindigkeiten gemessen werden als auf der linken Seite des Auges, die der Zugrichtung entgegenwirkt. Dies ist immer der Fall, da sich Hurrikans auf Grund der Corioliskraft auf der Nordhalbkugel immer linksherum drehen.
In der Seefahrt wird die linke Seite daher auch als navigierbares Viertel (seltener: navigierbarer Halbkreis) bezeichnet. Die Rotationsgeschwindigkeit wächst außerdem mit zunehmender Nähe zum Zentrum und ist im Bereich der Eyewall rund um das fast windstille Auge am größten.
Ein Hurrikan mit bis zu 100 km Durchmesser kann Windgeschwindigkeiten von über 200 km/h erreichen; in den besonders gefährdeten Zonen rechts der Zugrichtung eines verheerenden Hurrikans der Kategorie 5 werden auch 300 km/h überschritten.

## Verlauf und Verhalten
Auch wenn sich atlantische Hurrikane kurz nach der Entstehung überwiegend nach Westen bis Nordwesten bewegen und oft zwischen dem 20. und 25. Breitengrad nach Norden bis Nordost abdrehen, so ist dieses typische Verhalten weder zwingend noch sicher zu erwarten.
Von quasi unbewegten Hurrikane, die sich selbst abschwächten, indem sie kühleres Meereswasser an die Wasseroberfläche brachten, bis hin zu tänzelnden, schlingernden und schleifenförmigen Verläufen über Grund ist schon alles beobachtet worden. Auch nach Osten ziehende Wirbelstürme und unerwartete kurzfristige Richtungsänderungen wie plötzliches Abdrehen nach Südwesten sind nicht auszuschließen.
Hurrikane erhalten ihre Energie aus der Verdunstung des warmen Oberflächenwassers. Treffen sie während ihres Zugs auf Land („Landgang“), so schwächt sich ihr Nachschub an Energie ab und sie verlieren an Stärke. Tiefer landeinwärts gelegene Regionen werden deshalb von der Windgeschwindigkeit weniger heftig getroffen. Da sich im Hurrikaneinzugsgebiet aber auch große Wassermassen in den Wolken befinden, kann das Abregnen dieser Wolken auch noch Hunderte von Kilometern von der Küste entfernt als Tropischer Wirbelsturm gigantische Niederschlagsmengen mit sich bringen.
Die Vorhersage der Zugrichtung und der Stärke von Hurrikanen ist wichtig, um die Bevölkerung in den betroffenen Regionen rechtzeitig zu warnen und gegebenenfalls zu evakuieren.
Nach derzeitigem Kenntnisstand ist für die „Bahn“ der Hurrikans langfristig die Position des Azorenhochs entscheidend. Bei der gegenwärtigen Position, die das Azorenhoch seit 1000 BP und zuvor zwischen 5000 und 3400 BP innehatte, erreichen Hurrikans sowohl die Atlantik- als auch die Golfküste. Zwischen 3400 und 1000 BP lag das Azorenhoch weiter südwestlich, etwa über den Bermudas, und lenkte daher deutlich mehr Hurrikans in den Golf von Mexiko. Paläotempestologische Untersuchung zeigten, dass während dieser Zeit drei- bis fünfmal so viele Hurrikane die Golfküste erreichten, jedoch nur halb so viele die Atlantikküste.

## Namen von Hurrikanen
Ursprünglich erhielten nur besondere Hurrikane einen Namen, etwa „New England Hurricane“. 1950 begannen der National Weather Service mit der Benennung der Hurrikane. In jenem Jahr sowie im Folgejahr waren zunächst Namen im Gebrauch, die dem damaligen internationalen phonetischen Alphabet entsprachen – also Able, Baker, Charlie und so weiter. Englische Frauennamen wurden im Jahre 1953 eingeführt. Ab 1960 wurden vorher festgelegte Namenslisten mit je 21 Namen verwendet. Die Anzahl 21 wurde festgelegt, weil die aktivste atlantische Hurrikansaison 1933 mit 21 registrierten tropischen Wirbelstürmen die bis dahin höchste Aktivität aufwies; sie wurde bislang nur in den Jahren 2005 und 2020 überschritten. Im Jahre 1979 benutzte man zum ersten Mal abwechselnd männliche und weibliche Namen, außerdem ergänzte man die Liste der verwendeten Namen um französische und spanische Namen.
Es gibt derzeit sechs feste, von der World Meteorological Organization (WMO) festgelegte Namenslisten, die im Turnus von sechs Jahren verwendet werden. So werden im Atlantik und im östlichen Pazifik 2012 die Listen des Jahres 2006 im Jahr 2012 wieder verwendet, mit Ausnahme der Namen, die von der WMO gestrichen werden. Dies geschieht auf Antrag des meteorologischen Dienstes eines der betroffenen Länder durch Beschluss der World Meteorological Organization, wenn ein Hurrikan besonders schlimmen Schaden angerichtet hat. So fand sich beispielsweise der Name „Ivan“ mit drei anderen Namen, die 2004 verwendet wurden, nicht mehr in der Liste für 2010 – „Ivan“ wurde durch „Igor“ ersetzt. Die meisten Sturmnamen einer Saison – fünf – wurden bislang von der Namensliste gestrichen, die 2005 zur Anwendung kam: Dennis, Katrina, Rita, Stan und Wilma.
Während der erste Sturm jedes Jahres im Atlantik und im östlichen Pazifik immer einen Namen bekommt, der mit einem A beginnt, wird im Zentralpazifik (beginnend bei 140° West) jeweils der nächste Name der Liste vergeben, unabhängig von Jahr oder Buchstaben.
Beispiel: Der atlantische tropische Wirbelsturm vor Hurrikan „Katrina“ trug den Namen „Jose“. Auf „Katrina“ folgten „Lee“ und „Maria“. Da der erste benannte Sturm eines jeden Jahres mit „A“ anfängt, kann man leicht erkennen, wie viele Stürme es schon gegeben hat: „Katrina“ war der 11. Sturm des Jahres 2005, „Maria“ der 13.
Sollte dieser „Namensvorrat“ in einem Jahr nicht ausreichen, wurden die nachfolgenden tropischen Stürme nach dem Griechischen Alphabet benannt. Dies geschah bislang erst zweimal; erstmals war dies in der Saison 2005 der Fall, als der 22. tropische Sturm der Saison Alpha, der 23. Beta, der 24. Gamma, der 25. Delta und der 26. Epsilon genannt wurden. Der erst einen Monat nach der offiziellen Saison aufgetretene Tropensturm Nummer 27 wurde demnach Zeta genannt, ein weiterer hätte den Namen Eta erhalten. Sollte einer der nach dem griechischen Alphabet benannten Stürme so schwere Schäden verursachen, dass der Name von der Liste gestrichen wird, wird der Sturmname zwar als gestrichen festgestellt, der Name bleibt aber trotzdem künftig verfügbar. Das zweite Mal, dass auf griechische Buchstaben zurückgegriffen werden musste, geschah in der Saison 2020. Seit der Saison 2021 wird für über die normale Namensliste hinausgehende Stürme statt des griechischen Alphabets auf eine weitere Namensliste zurückgegriffen.
Weibliche Hurrikans sorgen im Durchschnitt für mehr Schwerverletzte und Todesopfer, als die mit männlichem Namen. Das liegt daran, dass man Weiblichkeit und Zerstörung nicht so stark miteinander verbindet und einige deshalb unterbewusst unvorsichtiger sind.

## Nennenswerte Hurrikane
- Großer Hurrikan von 1780, Karibik
- Galveston-Hurrikan 1900, USA
- Okeechobee-Hurrikan 1928, USA
- Labor-Day-Hurrikan 1935, USA
- Hurrikan Hattie 1961, Mittelamerika
- Hurrikan Flora 1963, Karibik
- Hurrikan Dora (1964), 1964, USA
- Hurrikan Camille 1969, USA
- Hurrikan Ginger 1971, North Carolina, Atlantischer Ozean
- Hurrikan Fifi 1974, Honduras, Belize, Guatemala (8.000 bis 10.000 Tote)
- Hurrikan David 1979, Karibik (ca. 4.000 Tote)
- Hurrikan Allen 1980, Karibik
- Hurrikan Gilbert 1988, Karibik
- Hurrikan Hugo, 1989, Karibik, USA
- Hurrikan Bob 1991, USA, verursachte auf Long Island einen Stromausfall[21]
- Hurrikan Andrew 1992, USA
- Hurrikan Mitch 1998, Nicaragua, Honduras
- Hurrikan Charley 2004, Kuba, USA
- Hurrikan Frances 2004, Bahamas, USA
- Hurrikan Ivan 2004, Grenada, Jamaica, Kuba, USA
- Hurrikan Jeanne 2004, Haiti, USA
- Hurrikan Dennis 2005, Kuba, USA
- Hurrikan Katrina 2005, USA
- Hurrikan Rita 2005, Kuba, USA
- Hurrikan Stan 2005, Mittelamerika
- Hurrikan Vince 2005, Azoren, Kanaren, Spanien
- Hurrikan Wilma 2005, Mexiko, USA
- Hurrikan Dean 2007, Mexiko, Belize, Karibik
- Hurrikan Felix 2007, Nicaragua, Honduras
- Hurrikan Ike 2008, Kuba, USA
- Hurrikan Irene 2011, USA
- Hurrikan Sandy 2012, Karibik, USA
- Hurrikan Matthew 2016, Kolumbien, USA
- Hurrikan Irma 2017, Karibik, USA
- Hurrikan Florence 2018, (Ostküste)
- Hurrikan Michael 2018, USA (Golf von Mexiko/Florida)
- Hurrikan Leslie 2018
- Hurrikan Ida 2021, USA (New Orleans)

Südliche Hemisphäre:
- Hurrikan Catarina 2004, Süd-Brasilien

## Filme
- Tropenwelt Karibik – Sturm im Paradies. Dokumentation, 45 Min., Produktion: NDR, Erstsendung: 7. Mai 2007